# Guadalupe Victoria, San Salvador el Seco
Guadalupe Victoria är en ort i Mexiko.   Den ligger i kommunen San Salvador el Seco och delstaten Puebla, i den sydöstra delen av landet, 160 km öster om huvudstaden Mexico City. Guadalupe Victoria ligger 2 443 meter över havet och antalet invånare är 1 082.
Terrängen runt Guadalupe Victoria är kuperad västerut, men österut är den platt. Runt Guadalupe Victoria är det ganska tätbefolkat, med 129 invånare per kvadratkilometer. Närmaste större samhälle är Santa Maria Coatepec, 1,5 km öster om Guadalupe Victoria. Trakten runt Guadalupe Victoria består till största delen av jordbruksmark.